# Clariana de Cardener
Clariana de Cardener è un comune spagnolo di 151 abitanti situato nella comunità autonoma della Catalogna.